# Skärholmen (stadsdeel)
Skärholmen is een stadsdeel (stadsdelsområde) in het zuidwesten van Stockholm. De afstand tot het centrum van Stockholm is ongeveer 12 kilometer. Het stadsdeel staat bekend als multicultureel, en ongeveer 41% van de bevolking heeft een buitenlandse achtergrond (2004). Het stadsdeel heeft 7602 inwoners (2004). In de jaren 60 en 70 maakte deze wijk deel uit van het woningbouwproject Miljoenenprogramma.
De rode lijn van de metro van Stockholm gaat door Skärholmen.
In Skärholmen staat een van de grootste winkelcentra van Zweden.

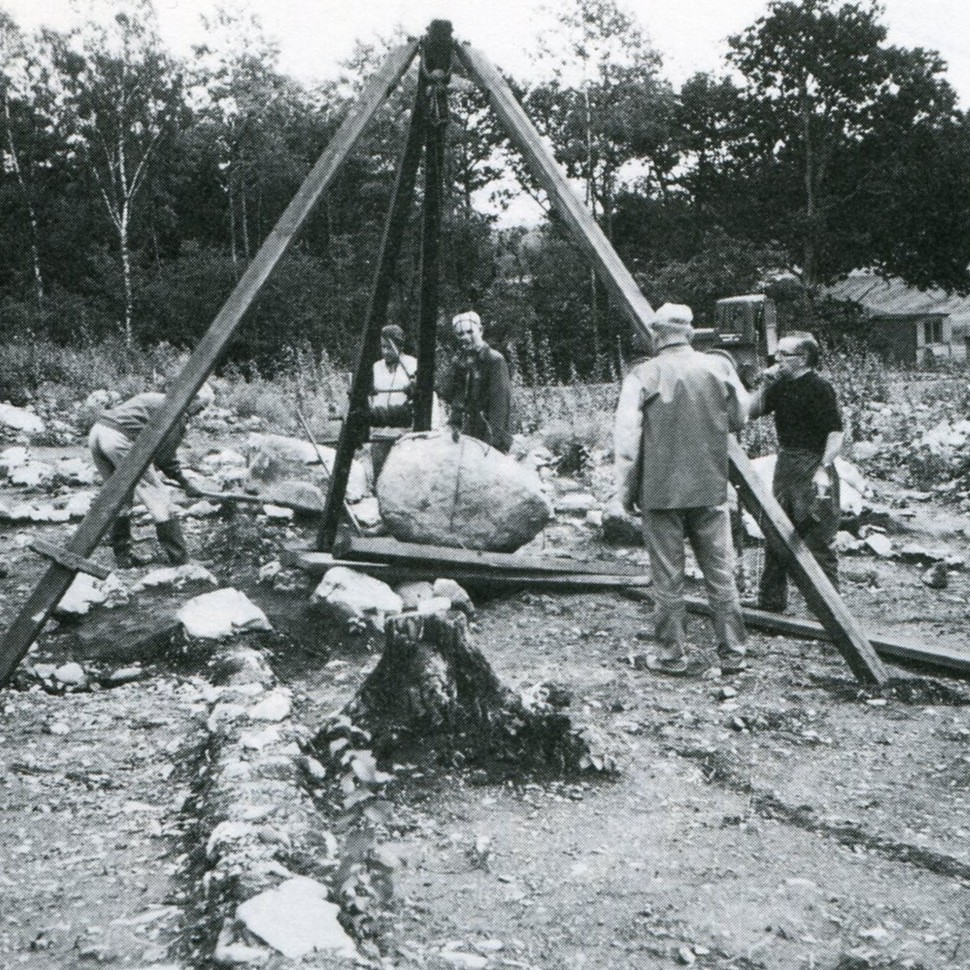
Onderzoek van het grafveld met steencirkel Domarringen i Skärholmen in 1966

Stockholm-Oost:
Södermalm · 
Kungsholmen · 
Norrmalm · 
Östermalm

Stockholm-Zuid:
Enskede-Årsta-Vantör · 
Farsta · 
Hägersten-Liljeholmen · 
Skarpnäck · 
Skärholmen · 
Älvsjö

Stockholm-West:
Bromma · 
Hässelby-Vällingby · 
Rinkeby-Kista · 
Spånga-Tensta